# Ausiàs March

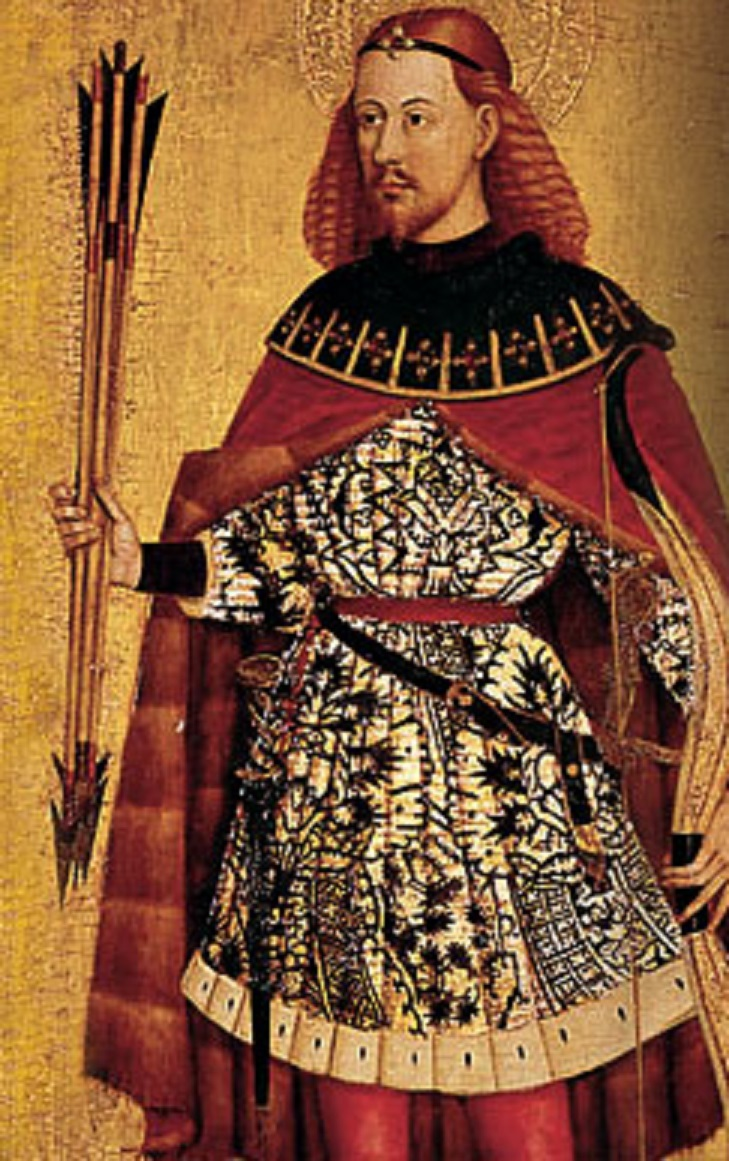
Tela di San Sebastiano (secolo XV) attribuita a Jacomart della Collegiata de Xàtiva, in passato ritenuta un ritratto di Ausiàs March

Ausiàs March (AFI: [awziˈaz ˈmaɾk]) (Gandia, 1400 – Valencia, 3 marzo 1459) è stato un poeta e cavaliere medievale spagnolo, aristocratico del Regno di Valencia. È considerato uno dei più importanti poeti del cosiddetto secolo d'oro della letteratura in lingua catalana (Segle d'Or).

## Biografia
Non si è certi se il luogo di nascita di Ausiàs March sia stato Valencia, Gandia o Beniarjó.
Il poeta era figlio di Pere March ed Elionor Ripoll, sposatisi a Valencia il 2 settembre del 1379. Da questa unione sarebbe nata anche una figlia, Peirona (morta nel 1472), sordomuta; inoltre, Pere March aveva avuto già altri tre figli da un precedente matrimonio.
Per Pere March, che aveva quasi 60 anni, l'ultimo figlio maschio era destinato a divenire il suo prediletto, al punto che, poco prima di morire, designò Ausiàs come erede universale di tutti i suoi beni, rendendolo capostipite del ramo valenzano della famiglia.
Ausiàs seguì la tradizione familiare, divenendo cavaliere pur abbinando il mestiere delle armi a una solida formazione culturale. In questo fu fondamentale l'intervento di suo padre, che era uno dei vassalli del duca di Gandia, Alfonso IV di Aragona, e tenne per suo figlio un posto riservato a corte come aspirante cavaliere. D'altra parte, Pere March era un poeta affermato e possedeva una ricca biblioteca, il che influì sulla formazione del giovane Ausiàs, come anche la frequentazione dei centri culturali di Sant Jeroni de Cotalba e la corte ducale di Gandia.
Dopo la morte del padre, avvenuta il 7 giugno del 1413, Ausiàs, che aveva tredici anni, rimase sotto la tutela di sua madre Elionor e gradualmente iniziò ad assumere gli oneri e gli onori del suo lignaggio. Nel 1415, una missiva della Cancelleria reale lo convocò a corte per le celebrazioni della nobiltà alla Seu di València. In questa corte, giungerà ben presto, come successore di Alfonso IV, Alfonso il Magnanimo, di cui Ausiàs sarà servente.